# Microsoft Defender
Microsoft Defender (wcześniej: Windows Defender) – program antywirusowy chroniący przed wszelkimi typami szkodliwego oprogramowania, w tym przed oprogramowaniem szpiegującym (spyware). Początkowo program służył jedynie do zwalczania programów szpiegowskich. Funkcjonował jako darmowy dodatek do systemu Windows XP, natomiast w przypadku systemów Windows Vista, Windows 7, Windows 8, Windows 10 i Windows 11 jest ich integralną częścią. Dawniej był tworzony pod nazwą Microsoft Windows AntiSpyware (Beta) na podstawie programu GIANT AntiSpyware firmy Giant Company Software Inc., wykupionej przez Microsoft 16 grudnia 2004.
Doinstalowanie oprogramowania Microsoft Security Essentials skutkuje wyłączeniem wbudowanego w system programu Windows Defender. Microsoft Security Essentials przejmuje rolę programu antywirusowego i programu chroniącego przed oprogramowaniem szpiegującym.
Nazwa antywirusa zmieniła swoją nazwę na Microsoft Defender przy zwiększeniu jego zakresu ochrony na inne produkty firmy Microsoft.

## Możliwości programu Windows Defender
Ochrona w czasie rzeczywistym obejmuje m.in.
- Ochronę autostartu przed niepożądanymi programami
- Ochronę ustawień systemu
- Ochronę dodatków do przeglądarki Internet Explorer oraz Chrome
- Ochronę ustawień programu Internet Explorer
- Ochronę pobieranych plików
- Ochronę sterowników i usług
- Ochronę aplikacji i programów.